# Ӑ
Ӑ (minuskule ӑ) je písmeno cyrilice. Je používáno v čuvaštině a od roku 2000 také v chantyjštině. Jedná se o variantu písmena А. Písmeno je v majuskulní i minuskulní variantě tvarově shodné s písmenem Ă v latince.